# Hiéropoioi
Les hiéropoioi sont des magistrats religieux, désignés par tirage au sort, de la démocratie athénienne. Ils sont chargés d'organiser des cérémonies comme les Panathénées ou les fêtes d'Apollon ainsi que les sacrifices. Ils doivent également contribuer à l'entretien des temples dédiés aux Dieux.